# Moritz Petry
Moritz Petry (* 1975 in Mainz) ist ein deutscher Politiker (CDU).

## Leben
Petry studierte an der Universität Trier Politikwissenschaft. 
Er lebt heute in Holsthum.

## Politische Laufbahn
Petry wurde 2010 zum Bürgermeister der Verbandsgemeinde Irrel gewählt. Nach der Fusion der Verbandsgemeinde Irrel mit der Verbandsgemeinde Neuerburg zur Verbandsgemeinde Südeifel wurde Petry im Jahr 2014 zu deren Bürgermeister gewählt. 2019 wurde er CDU-Bezirksvorsitzender. Am 30. Oktober 2023 wurde er als einziger Bewerber von dessen Landesausschuss zum Geschäftsführer des Gemeinde- und Städtebundes Rheinland-Pfalz gewählt.